# Amiret Touazra
Amiret Touazra (arabe : عميرة التوازرة) est une ville tunisienne située dans le gouvernorat de Monastir.
Elle constitue une municipalité comptant 6 261 habitants en 2014 et elle dépend administrativement de la délégation de Moknine.